# Terrapene carolina carolina
Terrapene carolina carolina és una subespècie de Terrapene carolina anomenada tortuga de caixa de l'est, és originària de la zona oriental dels Estats Units. Terrapene carolina és una de les dues espècies de tortugues de caixa que es troben als Estats Units, l'altra és Terrapene ornata. És l'única "tortuga de terra" que es troba a Carolina del Nord. Les tortugues de caixa són rastrejadores lentes, de molt llarga vida, triguen a madurar i tenen relativament poques cries per any. Aquestes característiques, juntament amb una propensió a ser atropellades pels cotxes i per la maquinària agrícola, fa que siguin susceptibles als problemes induïts per l'home.

## Morfologia
Les tortugues de caixa de l'est tenen una closca bombada i una frontissa com a plastró que permet el tancament total de la closca, per això són anomenades tortugues de caixa. La closca pot ser de coloració variable, però normalment és de color marró o negre acompanyat d'un groc ataronjat irradiant un patró de línies, punts o taques. La pell és de color com el de la petxina, és variable, però generalment és de color marró amb una mica de groc, porpra o blanc amb taques o ratlles. Aquesta coloració s'assembla molt a la de la fulla d'hivern del alamo. El color de la closca i la pell d'una tortuga de caixa de l'est difereix amb l'edat, les tortugues més joves són sovint més vibrants. A més, els mascles tenen normalment els ulls vermells mentre que les femelles tenen els ulls marrons. Les tortugues de caixa de l'est tenen un afilat bec, banyes, membres robusts, i els seus peus són palmats només a la base. De mida petita, els mascles creixen fins a un màxim de set polzades, i les femelles d'uns vuit anys. A la natura, les tortugues de caixa se sap que viuen més de 80 anys, però en captivitat, en general viuen només entre 30 i 50 anys. Pràcticament totes les tortugues tenen una coberta d'escates, o escates modificades, sobre la closca òssia. El nombre, mida, forma i posició d'aquests escuts poden ajudar en la identificació de la tortuga. Només en les tortugues de closca tova i la tortuga llaüt tenen els escuts absents, deixant la pell per cobrir els ossos.
Les tortugues de caixa de l'est tenen moltes característiques d'identificació única que les separen de les tortugues Gopherus d'Amèrica del Nord i de les tortugues d'aigua. Mentre que els de sexe femení el plastró és pla, en els mascles és còncau perquè el mascle pot encaixar en la part posterior de la closca de la femella durant l'aparellament. La part frontal i posterior del plastró estan connectats per un eix flexible. Quan està en perill és capaç de tancar el plastró tirant de les seccions articulades estretament contra la closca, segellant efectivament el cos tou en l'os. La closca està feta d'ossos coberts per un teixit viu vascularitzat i cobert amb una capa de queratina. Aquesta closca està connectada al cos a través de la seva caixa toràcica cosa que fa que la closca estigui de manera permanent i no es pugui moure.
Quan es lesiona o es fa malbé, la closca té la capacitat per regenerar-se i reformar-se. Amb el teixit granular a poc a poc va recuperant les formes i la queratina creix lentament sobre l'àrea danyada per reemplaçar els faltants i escuts o escales. A diferència de la tortuga d'aigua, com ara la tortuga pintada (Chrysemys picta), els escuts de la tortuga de caixa seguirà creixent al llarg de la vida de la tortuga i el desenvolupament dels anells de creixement. Les tortugues d'aigua en general es despullen dels seus escuts a mesura que creixen.

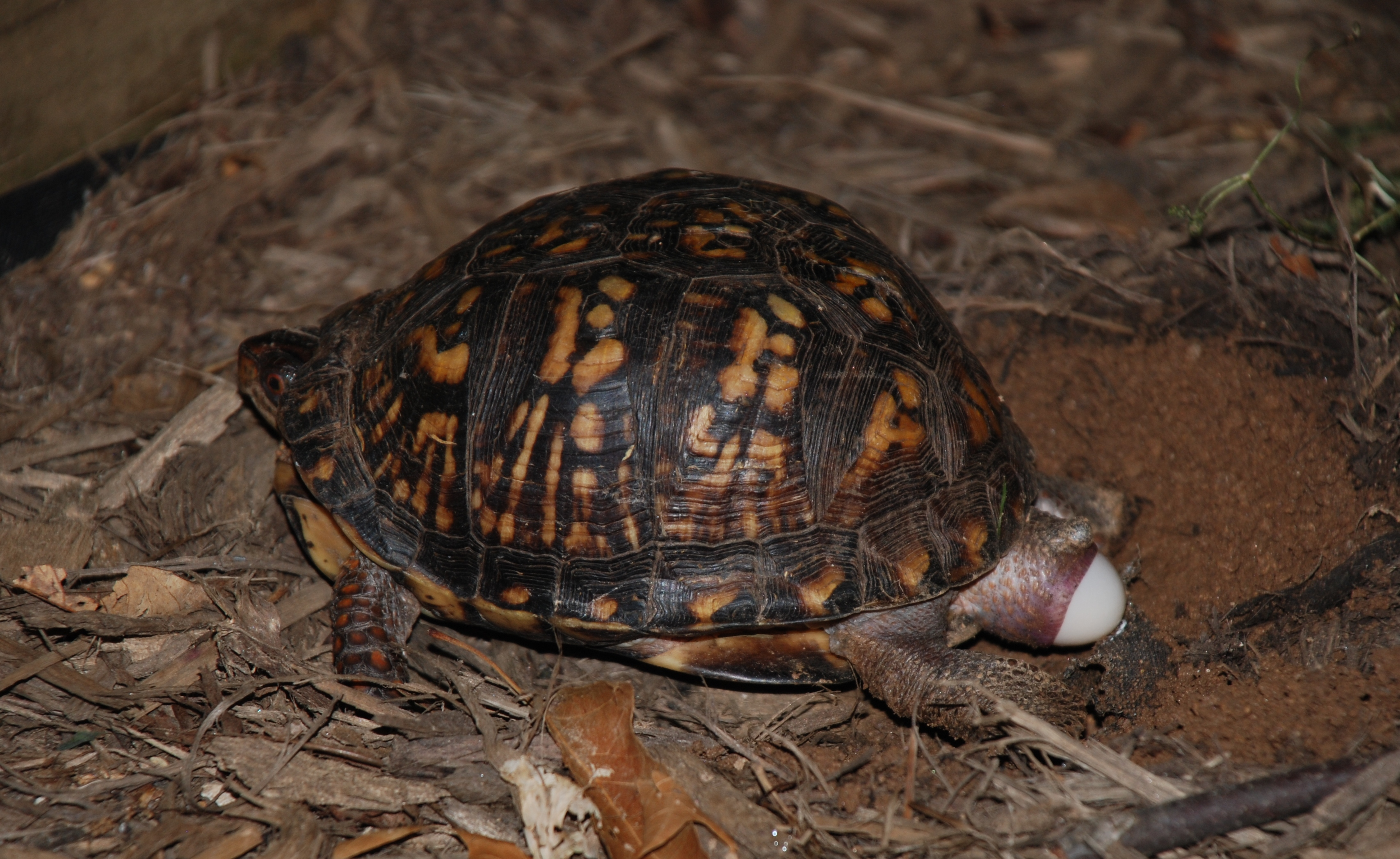
T. carolina carolina ponent ous
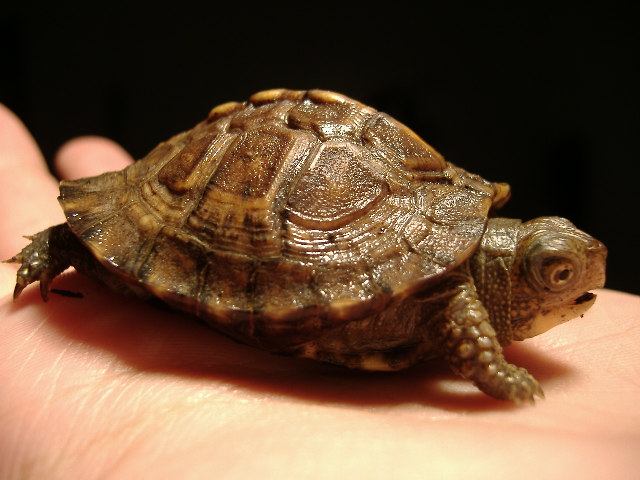
Una tortuga de caixa jove
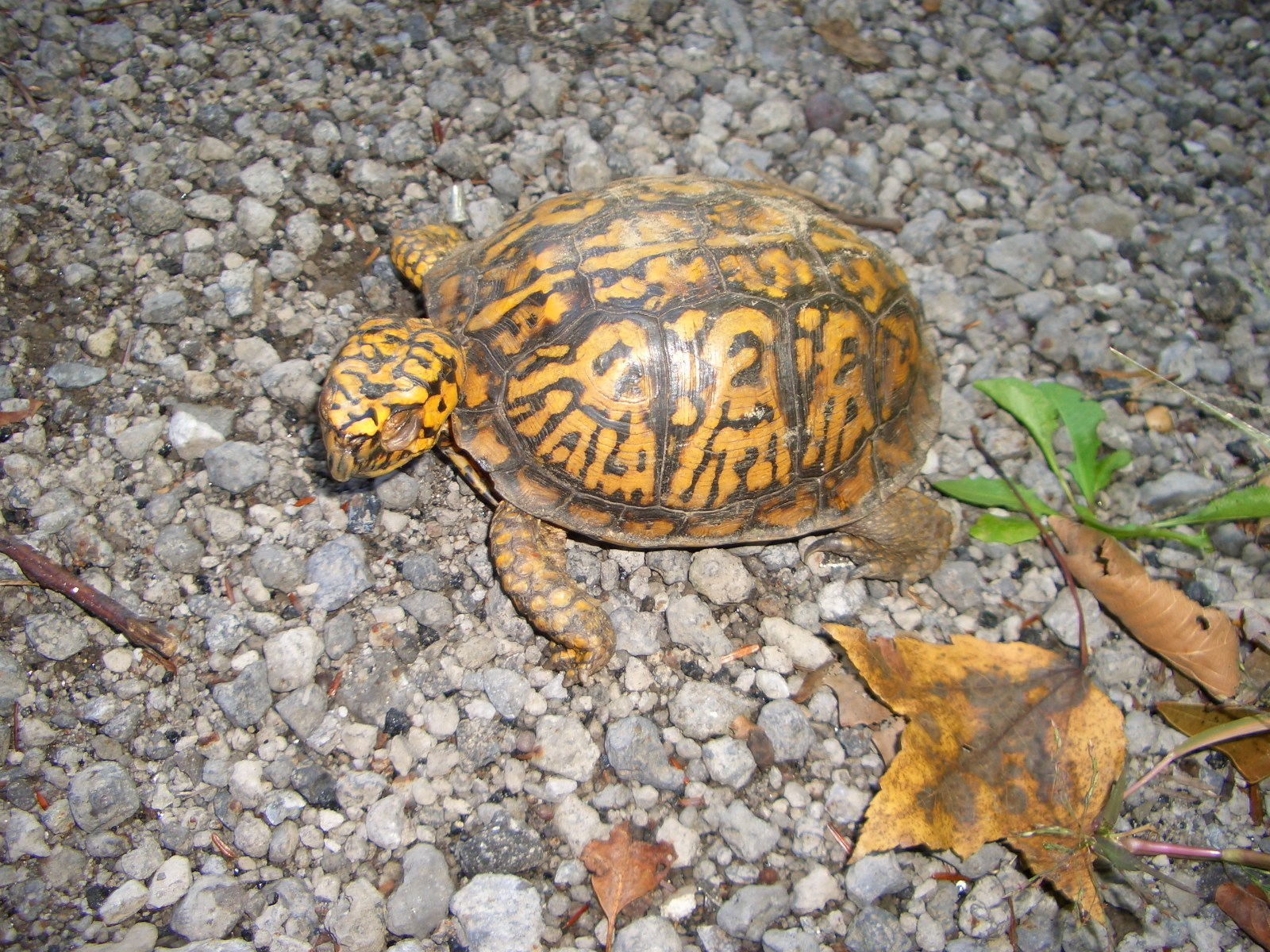
Tomlinson Run State Park
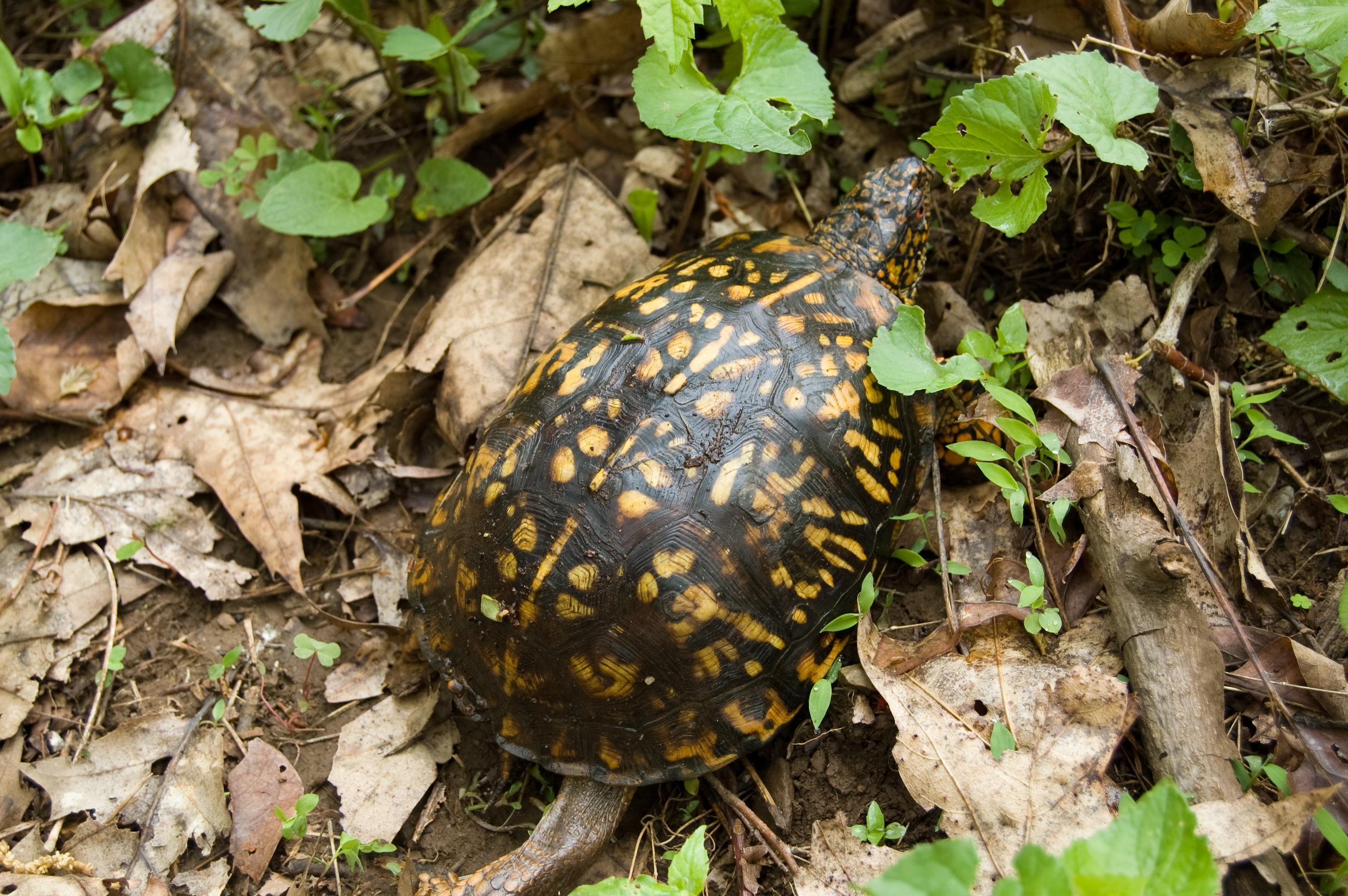
Parc Nacional Shenandoah
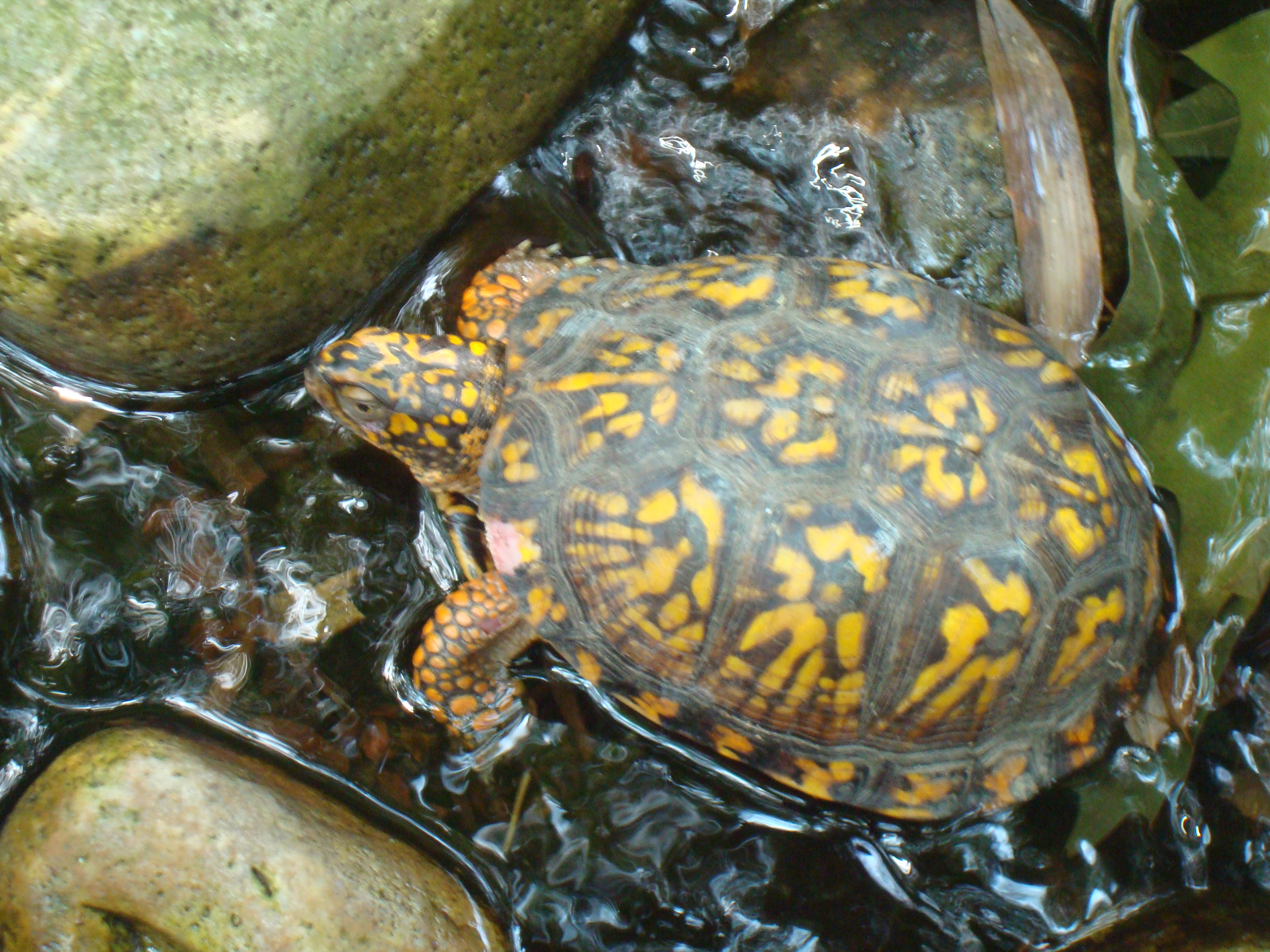
Terrapene carolina carolina

## Distribució i hàbitat
La tortuga de caixa de l'est es troba principalment a l'est dels Estats Units, com està implícit en el seu nom. Es distribueixen pel nord fins al sud de Maine i la part sud i oriental de Michigan a la Península Superior, al sud fins al sud de Florida i a l'oest fins a l'est de Kansas, Oklahoma i Texas. La tortuga de caixa de l'est es considera poc comuna i rara en la regió dels Grans Llacs d'Amèrica del Nord, però les poblacions es troben en zones no travessades per les carreteres amb molt trànsit. En el mig oest dels Estats Units són una espècie d'interès especial a Ohio, i d'especial preocupació a Michigan i Indiana. Les tortugues de caixa de l'est prefereixen boscos caducifolis o boscos mixtos amb un sòl del bosc moderadament humit que tingui un bon drenatge. També poden ser trobades en les pastures obertes o a la terra humida, amb fulles generalment humides o terra humida. També han estat conegudes per prendre "banys" en els rierols i estanys poc profunds o bassals.